# اختطاف ومقتل ليزلي وايتل
ليزلي وايتل مراهقة بريطانية أخطتفت في 14 يناير عام 1975.وعُثر علي جثمانها في 7 مارس 1975.وظلت قضية اختطاف ويتل ومقتلها تحتل العناوين الرئيسية لإحدى عشر شهرًا بعد الحادث. شارك في التحقيق في هذه القضية ما يقارب 400 شرطيّ من بين قوات ستافوردشاير وشروبشاير و الميدلاندز الغربية ودائرة شرطة العاصمة.
اختُطفت وايتل التي كانت تبلغ السابعة عشر من عمرها من منزلها بقرية هايلي في مقاطعة شروبشاير بواسطة دونالد نيلسون الذي كان ارتكب حينها أكثر من 400 عملية سطو مسلح وثلاث عمليات إطلاق نار قاتلة. أطلقت الصحافة عليه لقب النمر الأسود نسبة للقناع الأسود الذي كان يرتديه في عمليات سرقته لمكاتب البريد.
حبس نيلسون وايتل ببئر خزان صرف مياه تحت الأرض بحديقة باثبول العامة بمدينة كيدزجروف بمقاطعة ستافوردشاير وكان قد وضع على رأسها غطاء وتركها هناك عارية مربوطة بعمود الخزان. بعدها ظهر نيلسون وطلب فدية قدرها 50000 جنيه استيرليني وبعد فشل محاولتان للقبض عليه اثناء تسليم الفدية قام نيلسون بقتل وايتل وعُثر علي جسدها مُعلق بالعامود في مارس عام 1975.
أُلقي القبض علي نيلسون في بلدة مانسفيلد في يوليو عام 1976 بمدينة أوكسفورد و بعد11 شهرًا من القبض عليه أدانته المحكمة بخطف وقتل ليزلي وحُكِم عليه بالسجن مدى الحياة. بعد المحاكمة بثلاثة أسابيع تمت إدانته بمقتل ثلاث موظفين بمكتب البريد وحصل علي ثلاث عقوبات أخرى بالسجن مدى الحياة.